# La maleta vermella
La maleta vermella (francès: La Valise rouge) és un curtmetratge de 2022 dirigit per Cyrus Neshvad. S'ha subtitulat al català per la plataforma 3Cat.
La pel·lícula va ser nominada al premi Oscar de 2022 al millor curtmetratge d'imatge real.
La pel·lícula va ser rodada durant sis dies a l'aeroport de Luxemburg sota la producció i direcció de Cyrus Neshvad. En una entrevista a No Film School, Neshvad afirma haver desenvolupat la idea del curt després de parlar amb la seva mare iraniana sobre casos de dones desaparegudes a l'Iran.